# Leniș, Mureș

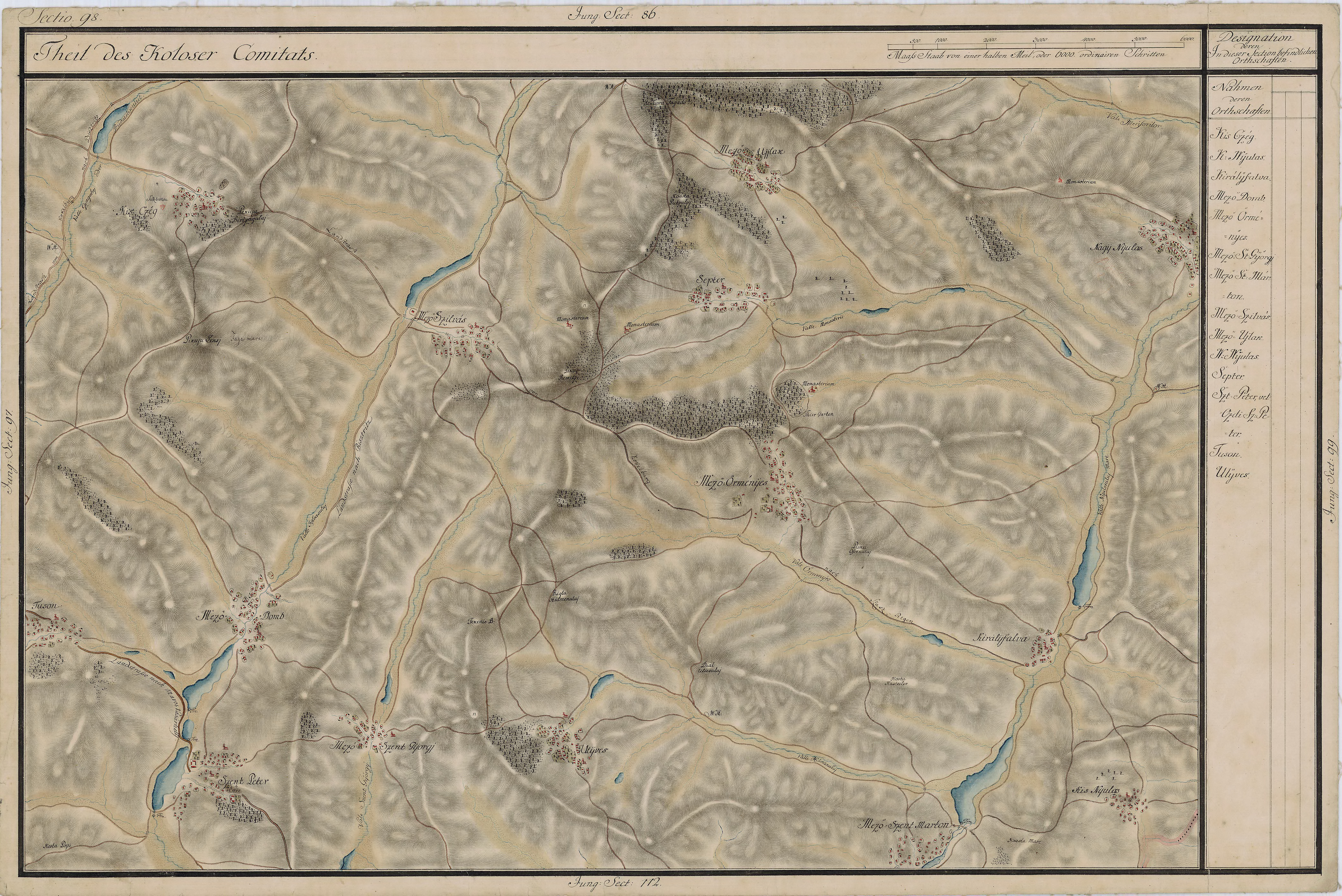
Leniş în Harta Iosefină a Transilvaniei, 1769-1773

Leniș este un sat în comuna Râciu din județul Mureș, Transilvania, România.